# کریس کامرون (ژیمناست)
کریس کامرون (ژیمناست) (به انگلیسی: Chris Cameron (gymnast)) ژیمناست زادهٔ ۱۶ ژانویهٔ ۱۹۸۹ میلادی اهل کشور ایالات متحده آمریکا است.